# Morlachowie
Morlachowie (po grecku: Μαυροβλάχοι, Mavrovlachi lub Mauro-Vlachs, co oznacza "Czarni Wołosi"; po łacinie: Nigri Latini) – społeczność Wołochów zamieszkujących Góry Dynarskie. Posługiwali się etnolektami wschodnioromańskimi. Podstawą ich gospodarki było pasterstwo transhumancyjne, przy czym terenami wypasowymi były Góry Dynarskie a zimowymi leżami - wybrzeże Adriatyku. Obecnie na skutek asymilacji mniejszość ta już nie istnieje. Według danych ze spisu powszechnego w 1991 r. w Chorwacji jedynie 22 osoby autoidentyfikują się jako Morlachowie.

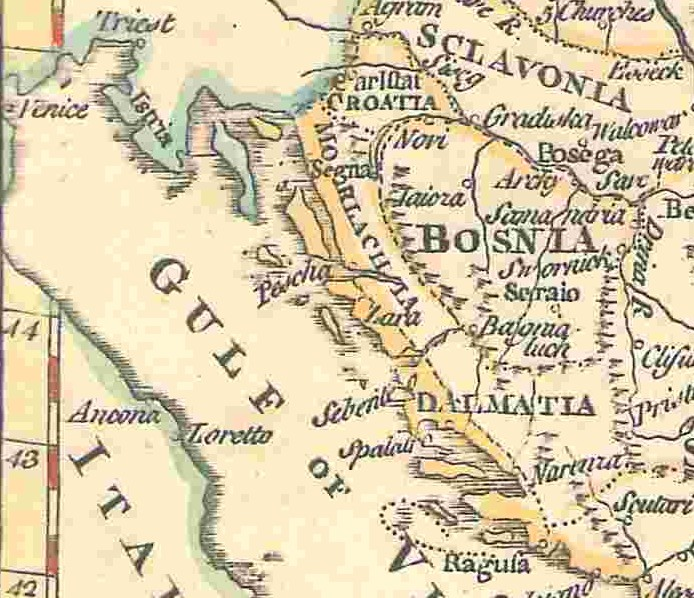
Morlachia w XVII wieku

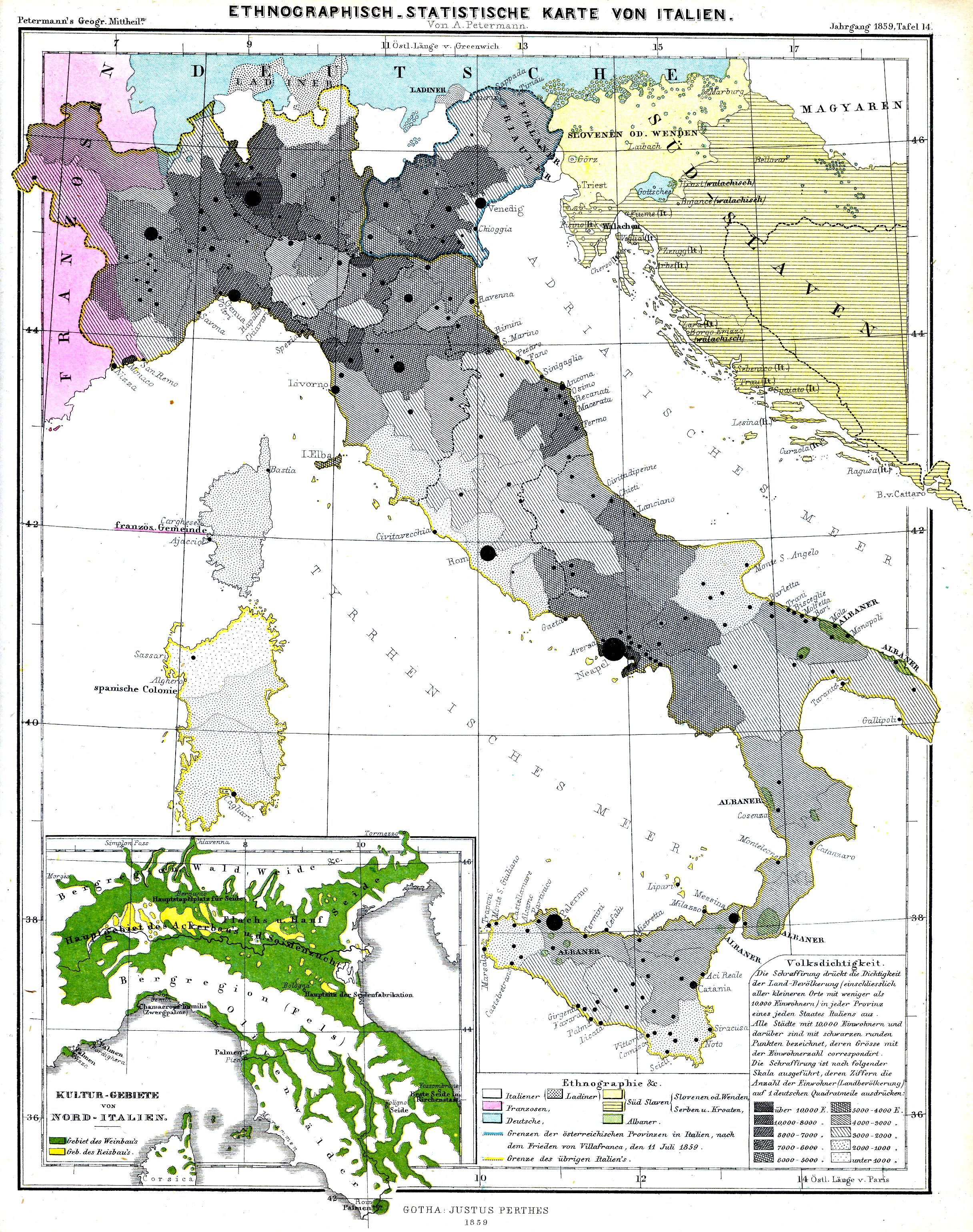
Mapa etnograficzna z 1859 Italii i płn.-zach. części Bałkanów

## Historia
W XI w. Morlachowie żyli w górach regionu Czarnogóry, Bośni, Hercegowiny, Vlaszki i Dalmacji. W XIV w. część Morlachów migrowała na północ aż do zajmowanych do dziś terenów w Chorwacji i Słowenii. W wiekach XVII-XVIII Morlachowie byli istotnym elementem etnicznym na terenach przygranicznych pomiędzy Monarchią Habsburgów a Imperium Osmańskim, szczególnie na terenie Bośni. Tereny te stanowiły tzw. Pogranicze wojskowe i nazywane były Morlachią.

## Literatura
- Morlaci (Vlasi) Gledani s Mletačke strane, Grga Novak, summarized from Zbornik za narodni život i običaje, book 451971.
- Danubian Europe: Maurovalachia
- Palaiovlachoi - Stari Vlah. Medieval Balkan History and Toponymy